# Katni (distrikt)
Katni är ett distrikt i Indien.   Det ligger i delstaten Madhya Pradesh, i den centrala delen av landet, 600 km sydost om huvudstaden New Delhi. Antalet invånare är 1 292 042.
Följande samhällen finns i Katni:
- Murwāra
- Barhi